# Emily Kraft
Emily Kraft (* 18. Februar 2002 in Frankfurt am Main) ist eine deutsch-irische Fußballspielerin mit österreichischen Wurzeln.

## Vereine und Vereinskarriere
Die Tochter einer Irin und eines Deutsch-Österreichers wuchs in Gernsheim auf. Sie begann im Alter von drei Jahren Fußball zu spielen, zunächst bei der SV Concordia Gernsheim und direkt im Anschluss daran bei dem RSV Germania Pfungstadt. Ab 2010 war Emily Kraft Spielerin der hessischen Auswahlteams und hat insgesamt 3 Turniere gewonnen, zuletzt 2018 mit 8 Schülerinnen der Carl-von-Weinberg-Schule das Sichtungsturnier U18 (Länderpokal in Duisburg). Zu Beginn der Saison 2014/15 wechselte Emily Kraft in das U15-Team des 1. FFC Frankfurt und spielte ab 2016 im U17-Team in der B-Juniorinnen-Bundesliga. Saisonübergreifend erzielte die U17-Stürmerin in 36 Partien 17 Tore. Seit Beginn der Saison 2018/19 war Emily Kraft eine von zwei Team Captain. Die passionierte Skiläuferin und Golferin ist beidfüßig veranlagt, erzielt die meisten Tore indes mit dem rechten Fuß. 2019 wurde sie Teil der zweiten Mannschaft in der 2. Bundesliga. Im März 2019 erlitt Kraft im U-17-Länderspiel mit Irland gegen Norwegen einen ersten Kreuzbandriss und fiel bis zum Jahreswechsel aus. Erst im Januar 2020 gab sie ihr Comeback. Nach der Fusion des Vereins mit Eintracht Frankfurt wurde Kraft auch dort Teil der 2. Mannschaft in der 2. Frauenfußball-Bundesliga. Im Juli 2020 erlitt sie einen weiteren Kreuzbandriss und fiel erneut aus. Im Sommer 2022 wechselte sie nach England zum FC Lewes.

## Irische Nationalmannschaften
Die Stürmerin hatte, schulisch bedingt, zunächst Lehrgänge beim DFB besucht und hat für die U-16-Nationalmannschaft in 2017 drei Spiele bestritten. Der irische A- sowie U17 Nationaltrainer Colin Bell berief die Oberstufenschülerin, aufgrund ihrer physischen wie psychischen Stärke in den U17-Kader für die U17-EM Qualifikation in Serbien. Bereits im ersten Spiel erzielte Kraft vier Tore gegen Albanien und lieferte einen Assist. Direkt im Anschluss an das Turnier berief der irische Head Coach Emily Kraft als eine von 20 Spielerinnen zu einem A-Nationalteam-Lehrgang nach Dublin. Ihr Debüt im irischen A-Nationalteam gab Kraft am 20. Januar 2019, während eines Freundschaftsspiels der Irinnen gegen die Auswahl Belgiens in Murcia und ist zur „Best Player of the Match“ gewählt worden.

## Schulische Ausbildung
Ab Beginn des Schuljahres 2014/15 war Emily Kraft Schülerin der Carl-von-Weinberg-Schule, einer Partnerschule des Leistungssports im Rahmen der Eliteschule des Sports am Standort Frankfurt am Main und besucht seit 2018 die dortige Oberstufe mit dem Ziel, die Allgemeine Hochschulreife zu erlangen. Das Schulteam der Carl-Weinberg-Schule gewann 2018 in der Wettkampfklasse II die Goldmedaille und vertrat Deutschland in Serbien im Frühjahr 2019 bei der Schulweltmeisterschaft.